# Ugoda
Ugoda – umowne rozwiązanie konfliktu stron w procesie sądowym. W hierarchii ma to samo miejsce, co akt administracyjny. Ugoda staje się wykonalna z dniem, w którym postanowienie o jej zatwierdzeniu stało się ostateczne. Wykonalność ugody zostaje potwierdzona przez organ, przed którym zawarto ugodę, na egzemplarzu ugody.

## Charakterystyka ugody
W prawie polskim ugoda jest regulowana przez art. 917-918 Kodeksu cywilnego. Jest umową konsensualną i ustalającą stosunek prawny, choć może go również kształtować. Nie ma wymagań co do formy ugody, o ile nie wynikają one z innych przepisów (w szczególności dotyczących obrotu nieruchomościami, w którym generalnie jest wymagana forma aktu notarialnego). Ugoda w zasadzie wywiera skutek obligacyjny, lecz może również wywierać skutek rzeczowy (tzn. może zmieniać stan własności lub innych praw rzeczowych). Przedmiotem ugody może być również roszczenie przedawnione, nie może nim być natomiast uprawnienie, które nie podlega swobodnej dyspozycji strony (na przykład w ugodzie nie można się skutecznie zrzec prawa do alimentacji – można je jedynie ukształtować). Nie ma przeszkód do zawarcia umowy pod warunkiem albo z zastrzeżeniem terminu.
Ugoda może być dotknięta wadą oświadczenia woli. Skutki takiej sytuacji są takie same, jak w przypadku każdej innej umowy, z wyjątkiem wady polegającej na złożeniu oświadczenia pod wpływem błędu. Uchylenie się od skutków prawnych współtworzącego ugodę oświadczenia woli zawartego pod wpływem błędu jest dopuszczalne tylko w przypadku tzw. fałszywej pewności – gdy łącznie spełnione są trzy przesłanki:
- błąd ten dotyczy stanu faktycznego (a więc nie prawa),
- ten stan faktyczny obie strony uważały za niewątpliwy,
- spór albo niepewność nie powstałyby, gdyby w chwili zawarcia ugody strony znały prawdziwy stan rzeczy (czyli sam spór powstał dlatego, że strony miały błędne wyobrażenie o faktach).

## Ugoda sądowa
Szczególnym przypadkiem ugody jest ugoda sądowa, czyli ugoda zawarta w toku postępowania sądowego i obejmująca przedmiot tego postępowania. Ugoda sądowa pozostaje ugodą w rozumieniu prawa materialnego, choć ma swoją specyfikę. Podlega regulacji Kodeksu postępowania cywilnego, w szczególności jego art. 223. Ugoda sądowa może zostać zawarta w każdym postępowaniu cywilnym, o ile pozwala na to charakter rozpoznawanych roszczeń. Istnieje nawet specjalne postępowanie pojednawcze (art. 184-186 kpc), którego celem jest doprowadzenie stron do zawarcia ugody. Ugodę spisuje się w protokole rozprawy bądź posiedzenia, po czym podpisują ją strony bądź pełnomocnicy stron.
Zawarcie ugody przed sądem kończy spór między stronami, w związku z czym wydanie wyroku staje się – w odpowiednim zakresie – zbędne, wobec czego sąd wydaje postanowienie o umorzeniu postępowania (w całości bądź w odpowiednim zakresie). O ile strony nie postanowią inaczej, sąd w tym postanowieniu wzajemnie zniesie koszty postępowania, w którym zawarto ugodę. Ugoda podlega jednak kontroli sądu – gdy okoliczności sprawy wskazują, że ugoda jest sprzeczna z prawem lub z zasadami współżycia społecznego albo zmierza do obejścia prawa, sąd może uznać ugodę za niedopuszczalną i prowadzić postępowanie dalej mimo jej zawarcia (art. 223 § 2 w związku z art. 203 § 4 kpc).
Nieco inne przesłanki uznania ugody za niedopuszczalną obowiązują w postępowaniu w sprawach z zakresu prawa pracy (art. 469 kpc).
Z ugodą sądową zrównana jest w skutkach ugoda zawarta przed geodetą prowadzącym czynności na gruncie w administracyjnej fazie postępowania o rozgraniczenie nieruchomości (art. 31 ust. 4 zdanie drugie Prawa geodezyjnego i kartograficznego) oraz ugoda zawarta przed sądem polubownym (art. 711 § 2 kpc został uchylony).

## Egzekucja ugody
Sama ugoda nie jest jeszcze tytułem egzekucyjnym, to znaczy nie upoważnia jeszcze do przymusowego wykonania określonych w niej obowiązków w drodze egzekucji – wymaga to przeprowadzenia (i wygrania) procesu. Od tej zasady istnieje kilka istotnych wyjątków. Postępowanie egzekucyjne można prowadzić na podstawie:
1. ugody sądowej (art. 777 § 1 pkt 1 kpc),
2. ugody zrównanej z ugodą sądową (art. 777 § 1 pkt 3 kpc),
3. ugody zawartej w formie aktu notarialnego, w którym strona zobowiązana poddała się egzekucji, a wszelkie jej obowiązki są jasno i jednoznacznie określone (art. 777 § 1 pkt 4 i pkt 5 kpc).

Dokumenty obejmujące powyższe ugody są tytułami egzekucyjnymi i mogą stanowić podstawę egzekucji po nadaniu im przez sąd klauzuli wykonalności. Sąd nie nada jednak klauzuli wykonalności ugodzie, w której obowiązki stron nie zostały określone w taki sposób, żeby komornik był w stanie je wykonać: ściśle i jednoznacznie. Taka ugoda, mimo że formalnie poprawna, nie nadaje się bowiem do egzekucji.

## Ugoda w prawie administracyjnym i w prawie karnym
Opisana wyżej ugoda to pojęcie z zakresu prawa cywilnego. Instytucję ugody zna także prawo administracyjne – art. 114-122 Kodeksu postępowania administracyjnego – ale jest ona tam zupełnie inaczej ukształtowana i powyższe zasady się do niej nie stosują. Ponadto instytucje podobne do ugody występują w postępowaniu karnym.